# Claire Richards
Claire Richards (Hillingdon, Londres, Inglaterra, 17 de agosto de 1975) es una cantante británica, más conocida por haber formado parte del grupo pop Steps. Como solista, Richards ha lanzado dos álbumes de estudio: su debut, My Wildest Dreams que se lanzó en 2019 y  Euphoria, un álbum de covers que se lanzó en 2023.
Richards participó en la segunda temporada de Popstar to Operastar, siendo eliminada en las semifinales. Posee el rango vocal de una soprano. También participó en Celebrity Big Brother, fue panelista del programa Loose Women y cantó en La Máscara.

## Trayectoria musical

### Steps
Claire Richards junto con Ian "H" Watkins, Lisa Scott-Lee, Faye Tozer y Lee Latchford-Evans formó parte de la banda Steps. El grupo fue creado en 1997 por Steve Crosby y Barry Upton junto con el manager Tim Byrne. Compartía características de otras bandas juveniles de la época y sus tres primeros álbumes fueron un gran éxito, llegando al top 5 del ranking británico incluyendo un número uno.  
En 2001, Claire Richards y su compañero Ian H Walkins, en pleno éxito, dejaron Steps y formaron el duo H & Claire. Con este dúo tuvieron tres top 10 en el ranking británico, incluyendo la canción "DJ" que alcanzó el puesto 3. En 2003, el dúo se disolvió y Richards dejó momentánemente su carrera y se casó con el bailarín Mark Webb.
Steps se reformó en mayo de 2011 para una serie documental y debido al éxito publicaron su segundo álbum de  grandes éxitos, The Ultimate Collection, que nuevamente llegó a la cima del ranking. El grupo volvió a publicar en 2017 para celebrar su vigésimo aniversario

### Carrera solista
Claire Richards lanzó su primer tema en solitario, una versión de la canción de Steps, One for Sorrow en 2015. El 1 de febrero de 2019, Claire Richards lanzó su álbum debut en solitario, My Wildest Dreams. El sencillo adelanto fue On My Own, que fue lanzado el 6 de agosto. El álbum trepó hasta el puesto 9 en el ranking británico.
En agosto de 2023, Richards publicó su segundo álbum de estudio solista, Euphoria, que tiene. El primer corte de difusión I Surrender, salió dos meses antes que el álbum y es una versión de la canción del álbum de Celine Dion de 2002. El 26 de julio de 2023, Richards lanzó una versión del sencillo de ABBA de 1978 " Summer Night City ", con el cantante principal de Erasure Andy Bell, como invitado, y fue el segundo sencillo de Euphoria. En agosto de 2023, salió el tercer sencillo No More Tears (Enough is Enough).